# Сидар (тауншип, округ Маршалл, Миннесота)
Сидар (англ. Cedar) — тауншип в округе Маршалл, Миннесота, США. На 2000 год его население составило 94 человека.

## География
По данным Бюро переписи населения США площадь тауншипа составляет 93,9 км², из которых 83,2 км² занимает суша, а 10,7 км² — вода (11,41 %).

## Демография
По данным переписи населения 2000 года здесь находились 94 человека, 39 домохозяйств и 26 семей. Плотность населения —  1,1 чел./км². На территории тауншипа расположено 46 построек со средней плотностью 0,6 построек на один квадратный километр. Расовый состав населения: 96,81 % белых, 1,06 % коренных американцев и 2,13 % приходится на две или более других рас.
Из 39 домохозяйств в 23,1 % воспитывались дети до 18 лет, в 61,5 % проживали супружеские пары, в 7,7 % проживали незамужние женщины и в 30,8 % домохозяйств проживали несемейные люди. 30,8 % домохозяйств состояли из одного человека, при том 12,8 % из — одиноких пожилых людей старше 65 лет. Средний размер домохозяйства — 2,41, а семьи — 2,96 человека.
18,1 % населения младше 18 лет, 9,6 % в возрасте от 18 до 24 лет, 26,6 % от 25 до 44, 26,6 % от 45 до 64 и 19,1 % старше 65 лет. Средний возраст — 44 года. На каждые 100 женщин приходилось 100,0 мужчин. На каждые 100 женщин старше 18 приходилось 92,5 мужчин.
Средний годовой доход домохозяйства составлял 36 250 долларов, а средний годовой доход семьи —  41 250 долларов. Средний доход мужчин —  27 250  долларов, в то время как у женщин — 26 875. Доход на душу населения составил 15 739 долларов. За чертой бедности не находилась ни одна семья и 1,8 % всего населения тауншипа, из которых 7,7 % старше 65 лет.